# Соленоид Смейла — Вильямса

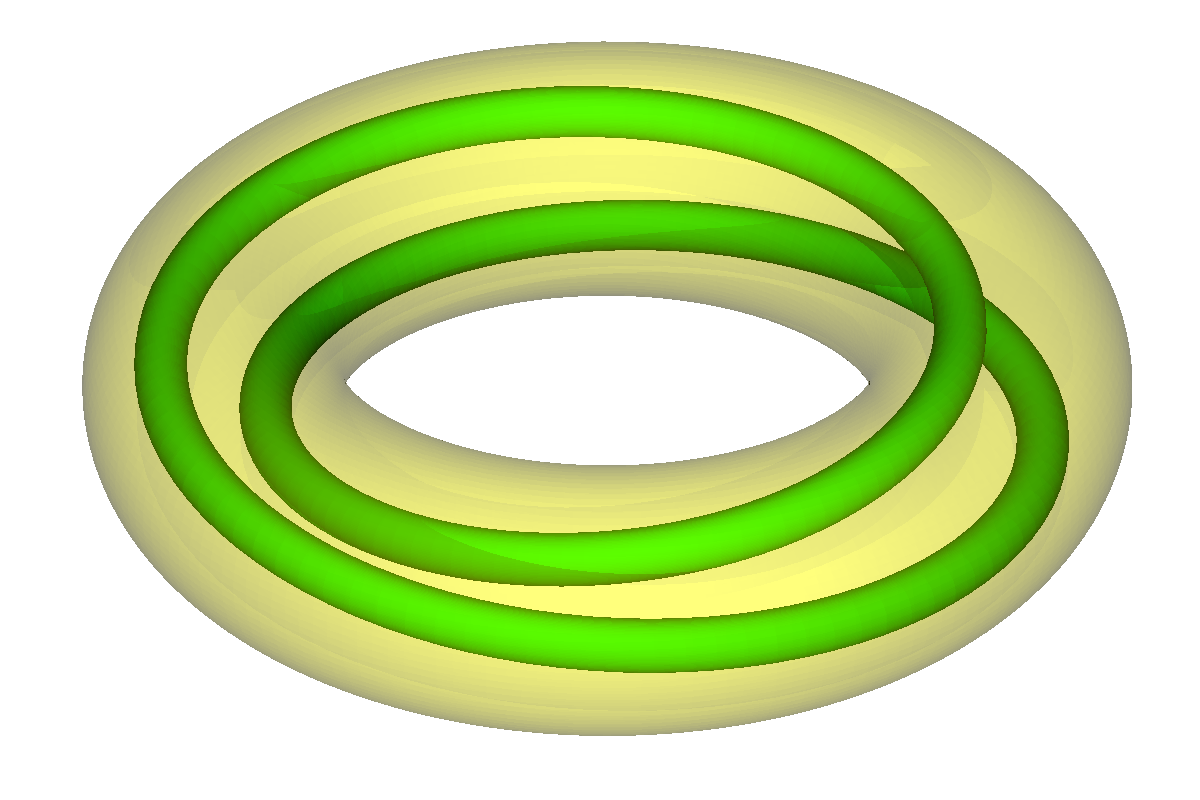
Образ отображения соленоида

Соленоид Смейла — Вильямса — пример обратимой динамической системы, аналогичной по поведению траекторий отображению удвоения на окружности. Более точно эта динамическая система определена на полнотории, и за одну её итерацию угловая координата удваивается; откуда автоматически возникает экспоненциальное разбегание траекторий и хаотичность динамики. Также соленоидом называют и максимальный аттрактор этой системы (откуда, собственно, и происходит название): он устроен как (несчётное) объединение «нитей», наматывающихся вдоль полнотория.

## Определение
Отображением соленоида называют отображение
{\displaystyle F:S^{1}\times D\to S^{1}\times D}
полнотория в себя, заданное как
{\displaystyle F(\varphi ,z)=(2\varphi ,{\frac {1}{2}}e^{i\varphi }+{\frac {1}{10}}z).}
Здесь диск {\displaystyle D} для удобства рассматривается как единичный диск на комплексной плоскости: {\displaystyle D=\{|z|\leq 1\}}.
Максимальный аттрактор {\displaystyle A_{max}(F)} этого отображения (как и всю соответствующую динамическую систему) называют соленоидом Смейла — Вильямса.

## Свойства
- Отображение соленоида гиперболично.
- Сам соленоид оказывается гомеоморфен множеству, получаемому при реализации процедуры надстройки над одометром — отображением прибавления единицы в 2-адических целых числах {\displaystyle \mathbb {Z} _{2}}.
- Динамика на соленоиде допускает символическое кодирование: точке соленоида можно (почти взаимно-однозначно) сопоставить двусторонне-бесконечным последовательностям нулей и единиц, причём применению отображения будет соответствовать левый сдвиг на пространстве последовательностей, а часть последовательности с положительными индексами будет являться двоичной записью угловой координаты.